# Юніон (округ, Орегон)
Шаблон:StateAbbr_ 45°19′38″ пн. ш. 118°05′36″ зх. д. / 45.327222222222° пн. ш. 118.09333333333° зх. д.
Округ  Юніон (англ. Union County) — округ (графство) у штаті  Орегон, США. Ідентифікатор округу 41061.

## Історія
Округ утворений 1864 року.

## Демографія
За даними перепису 
2000 року 
загальне населення округу становило 24530 осіб, зокрема міського населення було 14278, а сільського — 10252.
Серед мешканців округу чоловіків було 11955, а жінок — 12575. В окрузі було 9740 домогосподарств, 6514 родин, які мешкали в 10603 будинках.
Середній розмір родини становив 2,94.
Віковий розподіл населення поданий у таблиці:
| Стать    | До 15 років | 15-21 | 22-29 | 30-39 | 40-49 | 50-65 | 65-85 | Понад 85 |
| -------- | ----------- | ----- | ----- | ----- | ----- | ----- | ----- | -------- |
| Чоловіки | 2464        | 1517  | 1230  | 1280  | 1843  | 2075  | 1361  | 185      |
| Жінки    | 2393        | 1539  | 1172  | 1401  | 1945  | 2056  | 1679  | 390      |

## Суміжні округи
- Валлова — північний схід
- Бейкер — південний схід
- Грант — південний захід
- Уматілла — північний захід

## Виноски
1. ↑  U.S. Decennial Census. United States Census Bureau. Процитовано 28 лютого 2015.
2. ↑  Historical Census Browser. University of Virginia Library. Архів оригіналу за 11 серпня 2012. Процитовано 28 лютого 2015.
3. ↑  Forstall, Richard L., ред. (27 березня 1995). Population of Counties by Decennial Census: 1900 to 1990. United States Census Bureau. Процитовано 28 лютого 2015.
4. ↑  Census 2000 PHC-T-4. Ranking Tables for Counties: 1990 and 2000 (PDF). United States Census Bureau. 2 квітня 2001. Процитовано 28 лютого 2015.
5. ↑  State & County QuickFacts. United States Census Bureau. Архів оригіналу за 25 лютого 2016. Процитовано 15 листопада 2013. [Архівовано 2016-02-25 у Wayback Machine.](англ.) Наведено за англійською вікіпедією.
6. ↑  American FactFinder. Бюро перепису населення США. Архів оригіналу за 26 лютого 2012. Процитовано 31 січня 2008. [Архівовано 2008-05-21 у Wayback Machine.]

| США | Це незавершена стаття з географії США. Ви можете допомогти проєкту, виправивши або дописавши її. |